# XIX koncert fortepianowy (KV 459)
XIX koncert fortepianowy F-dur (KV 459) – koncert na fortepian i orkiestrę skomponowany przez Wolfganga Amadeusa Mozarta, ukończony 11 grudnia 1784 w Wiedniu, wykonany 15 października 1790 w Teatrze Miejskim we Frankfurcie nad Menem.

## Budowa
Utwór składa się z trzech części:
1. Allegro – z tematem głównym w rytmie punktowanym oraz tematem pobocznym o spokojnym charakterze[2]
2. Allegretto – w tonacji C-dur, o tanecznym charakterze[2]
3. Allegro assai – w formie ronda w tonacji F-dur[2]

Czas trwania utworu wynosi ok. 26 minut.